# Paniculite
Paniculite (ou Paniculites) é doença caracterizada por inflamação do tecido adiposo subcutâneo. Constitui múltiplos nódulos subcutâneos macios e recorrentes que podem se tornar progressivamente mais escuros e graves. 
A prevalência exata é desconhecida, mas menos de 100 casos foram relatados (na sua maioria de meia-idade e idosos). A infiltração da infecção envolve frequentemente os gânglios linfáticos, medula óssea e outros tecidos do sistema reticuloendotelial.

## Causas
Pode ser causada por doenças como tuberculose, gota, lepra, hepatite C, lúpus, febre reumática, colite ulcerosa, doença de Crohn, linfoma, sarcoidose, esclerodermia ou faringite. Pode ocorrer com ou sem vasculite.

## Sinais e sintomas
Ocorre febre alta, mal-estar, pancitopenia, aumento do fígado e baço (hepatoesplenomegalia) e úlceras mucosas são comuns como sintomas sistêmicos. A etiologia permanece obscura. Em mais de 50% dos casos a doença ocorre em pacientes imunocomprometidos (aqueles com a doença de imunodeficiência, auto-imune ou doença hematológica) e é desencadeada por uma infecção (principalmente com um vírus da família do herpes-vírus). 
O diagnóstico baseia-se nas características histológicas de infiltração de gordura. O diagnóstico diferencial inclui histiocitose maligna e vírus associados a síndrome hemofagocítica, bem como paniculite sistêmica Weber-Christian. Uma busca por pesquisas subcutâneas de linfoma de células T é obrigatória. Gerenciamento envolve o tratamento sintomático e quimioterapia sistêmica. Combinações de fármacos citotóxicos e imunossupressores têm sido relatados como eficientes.